# 木村哲也 (競馬)
木村 哲也（きむら てつや、1972年11月16日 - ）は、日本中央競馬会(JRA)・美浦トレーニングセンターに所属する調教師。神奈川県出身。愛称は「キムテツ」。

## 来歴
2000年にJRA競馬学校厩務員課程に入学。同年、美浦・佐藤征助厩舎の厩務員となる。以降、高橋裕厩舎の調教助手、勢司和浩厩舎の調教助手と厩務員、中川公成厩舎の調教助手を経て、2010年12月に調教師試験に合格した。
2011年6月に秋山雅一調教師の勇退に伴い厩舎を開業。同年8月13日の新潟8レースでレッドプラネットが1着となり、JRA初勝利を挙げた。
2015年3月のフラワーカップ(GIII)をアルビアーノで制し、重賞初制覇を飾った。同年に飛躍的に成績を伸ばし前年の倍以上となる31勝を挙げると、翌2016年は37勝を挙げ、全国リーディングで9位に入った。
2016年8月14日、札幌競馬第4競走でラカリフォルニーが1着となり、現役149人目となるJRA通算100勝を達成した。
2018年のマイルチャンピオンシップをステルヴィオで制し、開業以来通算16度目の挑戦で待望のGI初制覇を果たし、ノーザンファーム代表の吉田勝己から検量室前で祝福を受けて人目もはばからず号泣した。同年は自己最多の48勝（全国7位）を記録し、JRA賞最高勝率調教師（.215）、JRA賞優秀技術調教師をダブル受賞した。
2019年4月7日、中山競馬第12競走でリモンディが1着となり、現役104人目となるJRA通算200勝を達成した。
2021年、自厩舎所属の大塚海渡に暴言・暴行等のパワーハラスメントを働いたとして提訴された。2月19日に書類送検され、6月30日に土浦区検察庁により略式起訴された。7月12日付で土浦簡易裁判所は木村に罰金10万円の略式命令を下した。
JRAは同年7月28日、「本会の調教師として重大な非行があったものと認められる」ため、日本中央競馬会競馬施行規程第148条第4項により2021年7月29日から裁定委員会の議定があるまで、木村を調教停止処分とした。これに伴い、木村厩舎の管理馬67頭は同月29日付で馬房の臨時貸付を受けた岩戸孝樹厩舎に転厩した。この転厩には春のGI競走で好走していたファインルージュやデビュー前のイクイノックスなども含まれている。その後、同年8月18日に行われた第2回裁定委員会で「日本中央競馬会競馬施行規程第147条第20号に該当する」として2021年7月29日から10月31日までの調教停止処分が決定した。その後、木村の調教停止期間満了をもって岩戸への馬房臨時貸付期間が終了し、翌11月1日付で62頭が再び木村厩舎へ転厩した。なお、大塚による木村への約850万円の損害賠償請求に関しては同年10月8日、水戸地裁土浦支部での民事裁判で木村側が大塚に謝罪および解決金80万円を支払う事で、双方合意による和解が成立した。
2022年4月17日、中山競馬第12競走のサンシャインステークス（3勝クラス）で管理するパラダイスリーフが1着となり、現役67人目となるJRA通算300勝を2294戦目で達成した。同年のJRA賞優秀技術調教師を受賞。
2023年にJRA賞最高勝率とJRA賞優秀技術の2冠を獲得した。
2024年10月6日、東京競馬第12競走でボールドゾーンが1着となり、現役39人目となるJRA通算400勝を2796戦目で達成した。

## 厩舎の特徴
管理馬はノーザンファーム関係馬の割合が高く、外厩であるノーザンファーム天栄の関係者とは頻繁に連絡を取り合って調整を行っている。
外国人騎手を多く起用することで知られ、クリストフ・ルメール騎手を始め、短期免許で来日したウィリアム・ビュイックやフランク・ブロンデルらの身元引受調教師も率先して引き受けている。

## 調教師成績

### 概要
|            | 日付           | 競馬場・開催  | 競走名                   | 馬名             | 頭数 | 人気 | 着順 |
| ---------- | -------------- | ------------- | ------------------------ | ---------------- | ---- | ---- | ---- |
| 初出走     | 2011年7月10日  | 3回中山8日2R  | 3歳未勝利                | スターリーベイ   | 16頭 | 13   | 14着 |
| 初勝利     | 2011年8月13日  | 4回新潟1日8R  | 3歳上500万下             | レッドプラネット | 13頭 | 2    | 1着  |
| 重賞初出走 | 2011年10月1日  | 2回札幌7日11R | 札幌2歳S                 | クールスター     | 13頭 | 12   | 9着  |
| 重賞初勝利 | 2015年3月21日  | 2回中山7日11R | フラワーC                | アルビアーノ     | 16頭 | 1    | 1着  |
| GI初出走   | 2013年11月10日 | 5回京都4日11R | エリザベス女王杯         | トーセンアルニカ | 18頭 | 13   | 4着  |
| GI初勝利   | 2018年11月18日 | 5回京都6日11R | マイルチャンピオンシップ | ステルヴィオ     | 18頭 | 5    | 1着  |

### 年度別成績
- 木村哲也の年度別成績（netkeiba.com）を参照

## 代表管理馬

### GI級競走優勝馬
- ステルヴィオ（2018年スプリングステークス、マイルチャンピオンシップ）
- イクイノックス（2021年東京スポーツ杯2歳ステークス、2022年・2023年天皇賞（秋）連覇、有馬記念、2023年ドバイシーマクラシック、宝塚記念、ジャパンカップ）[25]
- ジオグリフ（2022年皐月賞）
- チェルヴィニア （2023年アルテミスステークス 、2024年優駿牝馬、秋華賞）[26]
- レガレイラ（2023年ホープフルステークス、2024年有馬記念）
- コスタノヴァ（2025年根岸ステークス、フェブラリーステークス）
- ヘデントール（2025年ダイヤモンドステークス 、天皇賞（春））

### その他重賞競走優勝馬
- アルビアーノ（2015年フラワーカップ、スワンステークス）
- ゼーヴィント（2016年ラジオNIKKEI賞、2017年七夕賞）
- プリモシーン（2018年フェアリーステークス、関屋記念、2020年東京新聞杯）
- ダーリントンホール（2020年共同通信杯）
- オーソリティ（2020年青葉賞、アルゼンチン共和国杯、2021年アルゼンチン共和国杯、2022年ネオムターフカップ）
- ファインルージュ（2021年フェアリーステークス）
- ヴァイスメテオール（2021年ラジオNIKKEI賞）
- プレサージュリフト（2022年クイーンカップ）
- スキルヴィング（2023年青葉賞）[27]
- アヴェラーレ（2023年関屋記念）[28]
- ノッキングポイント（2023年新潟記念）[29]

## 厩舎所属者
- 大塚海渡（2019年3月1日[30] - 2021年1月20日、騎手）